# فردی کروگر
فردریک چارلز «فردی» کروگر (به انگلیسی: Frederick Charles "Freddy" Krueger) نام شخصیت ساختگی و شرور اصلی فیلم کابوس در خیابان الم است. فردی کروگر یک قاتل روانی است که سعی در آزار جنسی و شکنجه چند کودک دانش آموز داشت. والدین این کودکان پس از آگاهی از اهداف شوم فردی و ناکامی در مسیر قانونی و شکست شکایت در دادگاه ، دست به اقدامی هولناک زدند و فردی کروگر را با آتش به قتل رساندند. فرایند قتل وی به این‌صورت است که والدین این کودکان پس از تعقیب و گریزی او را در یک کارخانه متروکه به دام می‌اندازند، فردی در کارخانه را از داخل قفل می‌کند و والدین توسط بطری‌های کوکتل از طریق پنجره‌ها کارخانه را آتش می‌زنند و در نتیجه فردی زنده زنده در آتش انتقام می‌سوزد. بعد از چندین سال، وقتی کودکان بزرگ می‌شوند، روح فردی در خواب به سراغ آن‌ها می‌آید و آن‌ها را در کابوس مشترکی که دارند، نابود می‌کند. پس از کشته‌شدن دو تن از این افراد، باقی‌مانده‌ها تلاش می‌کنند تا راز فردی کروگر را بفهمند، و او را به جهنم بازگردانند. فردی که در کارخانه متروکه سوخته در کابوس‌ها هم مکان کارخانه را برای کودکان بازسازی می‌کند آنها را تک تک می‌کشد و معمولاً بازمانده‌ها سعی در نابودی او دارند. او در هر قسمت از این سری فیلمها (کابوس در خیابان الم) به جهنم بازمی‌گردد و مجدداً در قسمت بعد زنده و سلامت است.
مجله ویزارد فردی را چهاردهمین شرور برتر تاریخ سینما نام نهاد، شبکه تلویزیونی بریتانیایی، اسکای۲، آن را در رتبه هشتم قرار داد؛ و بنیاد فیلم آمریکا آن را در لیست ۱۰۰ سال... ۱۰۰ شرور و قهرمان خود در رتبه ۴۰ قرار داد.
از این کارکتر در چند نسخه از بازی‌های مورتال کامبت استفاده شده است.

## داستان
در یک کابوس در خیابان الم ، فردی به عنوان یک قاتل سریالی کودک، فرد کروگر، از شهر خیالی اسپرینگ وود، اوهایو معرفی می شود که قربانیان خود را با دستکش چرمی تیغه ای که در اتاق دیگ بخار درست کرده بود، می کشد. 
قربانیان او دستگیر می‌شود، اما وقتی مشخص می‌شود حکم تفتیش در جای درستی امضا نشده است، به دلیل فنی آزاد می‌شود . 
او توسط گروهی متشکل از والدین انتقام‌جوی شهر شکار می‌شود و در گوشه‌ای از دیگ بخار محبوس می‌شود. اوباش ساختمان را با بنزین آغشته کرده و با پرتاب کوکتل مولوتف آن را به آتش می کشند و او را زنده زنده می سوزانند. 
در حالی که بدنش می میرد، روحش در رویاهای گروهی از نوجوانان و نوجوانان ساکن در خیابان الم زندگی می کند که با ورود به رویاهایشان و کشتن آنها، آنها را شکار می کند، خاطرات شهر و ترس از او و توانمند شدن توسط آنها. سه نفر از "شیاطین رویایی" که ابزار شرارتی آنها باشند. او ظاهراً در پایان فیلم توسط قهرمان اصلی فیلم نانسی تامپسون ( هدر لانگنکمپ ) نابود می شود، اما آخرین صحنه نشان می دهد که او زنده مانده است. 
او در ادامه به دشمنی با قهرمانان نوجوان دنباله‌های فیلم، از جمله جسی والش ( مارک پاتون )، کریستن پارکر ( پاتریشیا آرکت )، آلیس جانسون ( لیزا ویلکاکس ) و لوری کمپبل ( مونیکا کینا ) می‌پردازد.

### کابوس در خیابان الم ۲
فردی نتوانست به روش معمول خود عمل کند، بنابراین در کابوس های جسی والش ظاهر شد که پنج سال پس از شکست نانسی به خانه نانسی نقل مکان کرد. 
او او را دستکاری کرد و مجبورش کرد دستکش پنجه‌دارش را بردارد، و اغلب او را تصاحب می‌کرد تا قربانیانش را بکشد، که برای مدت کوتاهی بدن او را به فردی تبدیل می‌کرد (جالب است که هر زمان فردی ظاهر می‌شد، او دستکش پنجه‌دارش را نمی‌پوشید، در عوض، چاقو می‌زد. 
از انگشتانش بیرون زده). در این روش فردی سعی کرد خواهر جسی را بکشد، اما ناکام ماند، اشنایدر ، مربی جسی که همیشه او را تنبیه می کرد، و دوستش ران گریدی را کشت . 
او سپس اقدام به کشتن هفت مهمان در مهمانی لیزا وبر کرد، قبل از اینکه لیزا به جسی برسد. 
او را سوزاند و جسی را سالم آزاد کرد. 
با این حال، ظاهرا فردی برگشت تا در کابوس‌هایشان به مردم حمله کند و به جسی و لیزا در اتوبوس حمله کند. اینکه آیا این یک سکانس رویایی بود یا نه، مشخص نیست.